# Tramlijn Huissen - Doornenburg
De tramlijn Huissen - Doornenburg was een stoomtramlijn van Huissen naar Doornenburg.

## Geschiedenis
De tramlijn werd geopend op 1 mei 1910 door de Betuwsche Stoomtramweg-Maatschappij (BSM) met een spoorwijdte van 1067 mm (kaapspoor). Door toenemende concurrentie van vervoer over de weg en exploitatietekorten werd de lijn in 1935 gesloten en opgebroken. 